# 盧特戰役
盧特戰役（Lutter am Barenberge）是三十年戰爭期间發生於1626年8月27日的一場戰役，作戰雙方一邊為由丹麦國王克里斯蒂安四世率领的以新教國家為主的军队，另一邊為由天主教國家組建的軍隊。戰役發生地巴伦山麓卢特位于薩爾茨吉特以南。最終克里斯蒂安四世的部队被由约翰·塞尔克拉斯率領的神聖羅馬帝國皇帝斐迪南二世的部队重创。  